# Pseudoleptochelia longidactyla
Pseudoleptochelia longidactyla är en kräftdjursart som först beskrevs av Mihai Bacescu 1970.  Pseudoleptochelia longidactyla ingår i släktet Pseudoleptochelia och familjen Leptocheliidae. Inga underarter finns listade i Catalogue of Life.